# AEGON International 2014
L'AEGON International 2014 è stato un torneo tennistico che si è svolto in concomitanza tra uomini e donne, su campi in erba all'aperto. È stata la 40ª edizione del torneo per le donne e la 6ª per gli uomini. Appartiene alle categorie WTA Premier per quanto riguarda il WTA Tour 2014, e all'ATP World Tour 250 series per l'evento maschile. Si è tenuto al Devonshire Park Lawn Tennis Club di Eastbourne, in Inghilterra, dal 16 al 21 giugno 2014.

## Partecipanti ATP

### Teste di serie
| Nazionalità | Giocatore              | Ranking* | Testa di serie |
| ----------- | ---------------------- | -------- | -------------- |
| Ucraina     | Aleksandr Dolhopolov   | 19       | 2              |
| Spagna      | Feliciano López        | 29       | 3              |
| Spagna      | Guillermo García López | 31       | 4              |
| Croazia     | Ivo Karlović           | 33       | 5              |
| Francia     | Gilles Simon           | 36       | 6              |
| Colombia    | Santiago Giraldo       | 37       | 7              |
| Argentina   | Federico Delbonis      | 39       | 8              |

* Le teste di serie sono basate sul ranking del 9 giugno 2014.

### Altri partecipanti
I giocatori seguenti hanno ricevuto una wild-card per l'ingresso nel tabellone principale:
- Kyle Edmund
- Daniel Evans
- James Ward

I giocatori seguenti hanno superato tutti i turni di qualificazione per il tabellone principale:

- Chris Guccione
- Tobias Kamke
- Andrej Kuznecov
- Blaž Rola

## Partecipanti WTA

### Teste di serie
| Nazionalità | Giocatrice          | Ranking* | Testa di serie |
| ----------- | ------------------- | -------- | -------------- |
| Polonia     | Agnieszka Radwańska | 4        | 1              |
| Rep. Ceca   | Petra Kvitová       | 6        | 2              |
| Serbia      | Jelena Janković     | 7        | 3              |
| Bielorussia | Viktoryja Azaranka  | 8        | 4              |
| Germania    | Angelique Kerber    | 9        | 5              |
| Italia      | Flavia Pennetta     | 11       | 6              |
| Italia      | Sara Errani         | 14       | 7              |
| Danimarca   | Caroline Wozniacki  | 16       | 8              |

* Le teste di serie sono basate sul ranking del 9 giugno 2014.

### Altre partecipanti
Le giocatrici seguenti hanno ricevuto una wild-card per l'ingresso nel tabellone principale:
- Viktoryja Azaranka
- Johanna Konta
- Heather Watson

Le giocatrici seguenti hanno superato tutti i turni di qualificazione per il tabellone principale:

- Lauren Davis
- Hsieh Su-wei
- Francesca Schiavone
- Belinda Bencic

## Campioni

### Singolare maschile
Feliciano López ha sconfitto in finale  Richard Gasquet per 6-3, 6(5)–7, 7-5.
- È il quarto titolo in carriera e il secondo consecutivo ad Eastbourne per Feliciano López.

### Singolare femminile
Madison Keys ha sconfitto in finale  Angelique Kerber per 6-3, 3-6, 7-5.
- È il primo titolo in carriera per la Keys.

### Doppio maschile
Treat Conrad Huey /  Dominic Inglot hanno sconfitto in finale  Alexander Peya /  Bruno Soares per 7-5, 5-7, [10-8].

### Doppio femminile
Chan Hao-ching /  Chan Yung-jan hanno sconfitto in finale  Martina Hingis /  Flavia Pennetta per 6-3, 5-7, [10-7].